# Metaphycus latiscapus
Metaphycus latiscapus is een vliesvleugelig insect uit de familie Encyrtidae. De wetenschappelijke naam is voor het eerst geldig gepubliceerd in 1911 door Girault.